# Getal van Morton
Het getal van Morton {\displaystyle \mathrm {Mo} } is een dimensieloos getal dat het gedrag van bellen in een vloeistof beschrijft. Het is gedefinieerd als:
{\displaystyle \mathrm {Mo} ={\frac {g\eta ^{4}(\rho _{l}-\rho _{g})}{\rho _{l}^{2}\sigma ^{3}}}}
Daarin is:
{\displaystyle g} de gravitatie [m s−2]
{\displaystyle \eta } de dynamische viscositeit [kg m−1 s−1]
{\displaystyle \rho _{l}} de dichtheid van de vloeistof [kg m−3]
{\displaystyle \rho _{g}} de dichtheid van het gas [kg m−3]
{\displaystyle \sigma } de oppervlaktespanning [kg s−2]
Archimedes ·
Atwood ·
Bagnold ·
Bejan ·
Biot ·
Bond ·
Brinkman ·
capillair getal ·
Cauchy ·
Damköhler ·
Darcy ·
Dean ·
Deborah ·
Eckert ·
Ekman ·
Eötvös ·
Euler ·
Froude ·
Galilei ·
Graetz ·
Grashof ·
Görtler ·
Hagen ·
Iribarren ·
Keulegan-Carpenter ·
Knudsen ·
Laplace ·
Lewis ·
Mach ·
Marangoni ·
Morton ·
Nusselt ·
Ohnesorge ·
Péclet ·
Prandtl ·
Rayleigh ·
Reynolds ·
Richardson ·
Roshko ·
Rossby ·
Rouse ·
Schmidt ·
Sherwood ·
Shields ·
Stanton ·
Stokes ·
Strouhal ·
Stuart ·
Suratman ·
Taylor ·
Ursell ·
Weber ·
Weissenberg ·
Womersley